# Герб Кот-д'Івуару
Герб Кот-д'Івуару — один з офіційних символів Кот-д'Івуару. Теперішній варіант затверджений у 2001 році. Центральний елемент гербу — голова слона. Слон є символічно важливий для країни, оскільки він є поширеною твариною у Кот-д'Івуарі. Крім того, він є джерелом слонової кістки, а також на честь нього названа країна і народ (Берег слонової кістки). Сонце, що сходить — традиційний символ нового початку. Нижче за голову слона розташована стрічка, у яку вписано назву країни французькою мовою.